# Suillus sibiricus
Suillus sibiricus är en svampart som först beskrevs av Rolf Singer, och fick sitt nu gällande namn av Rolf Singer 1945. Suillus sibiricus ingår i släktet Suillus och familjen Suillaceae.   Inga underarter finns listade i Catalogue of Life.

## Källor

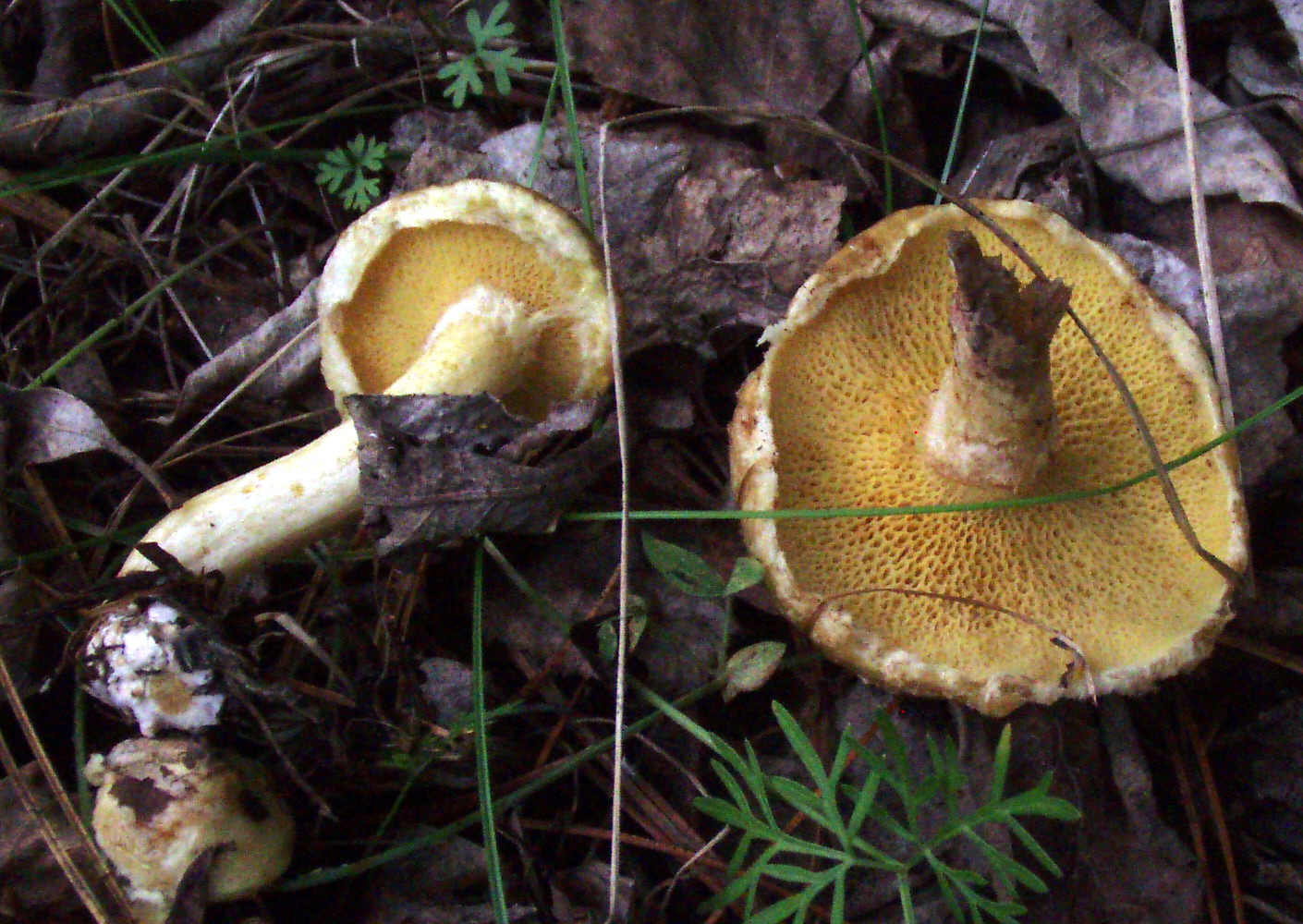
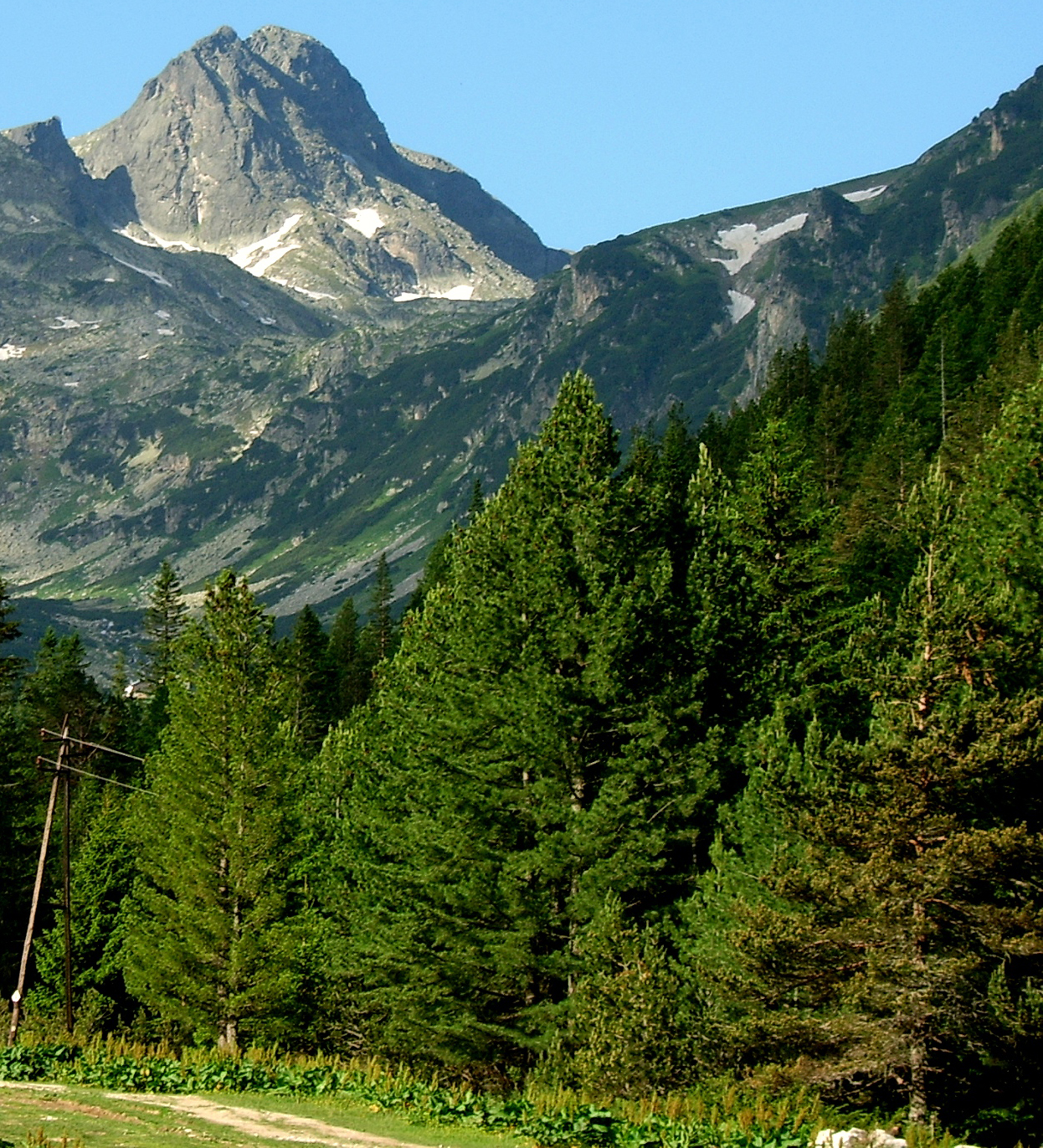